# نوی دارشاو
نوی دارشاو (به آلمانی: Neu Darchau) یک شهر در آلمان است که در نیدرزاکسن واقع شده‌است.

## خصوصیات
نوی دارشاو ۲۲٫۶۲ کیلومترمربع مساحت دارد ۱۷ متر بالاتر از سطح دریا واقع شده‌است.